# Maschinengewehr 30
La mitrailleuse MG30 fut conçue par une filiale suisse de Rheinmetall sous le nom de Solothurm S2-200. Elle fut ensuite adoptée par l'Autriche sous le nom de MG30S et par la Hongrie (Mitrailleuses 31M et 34AM pour l'aviation hongroise). Elle est alimentée par chargeur. La portée est de 760 mètres environ. Elle fut fabriquée par Steyr Mannlicher.